# Erzbistum Katowice

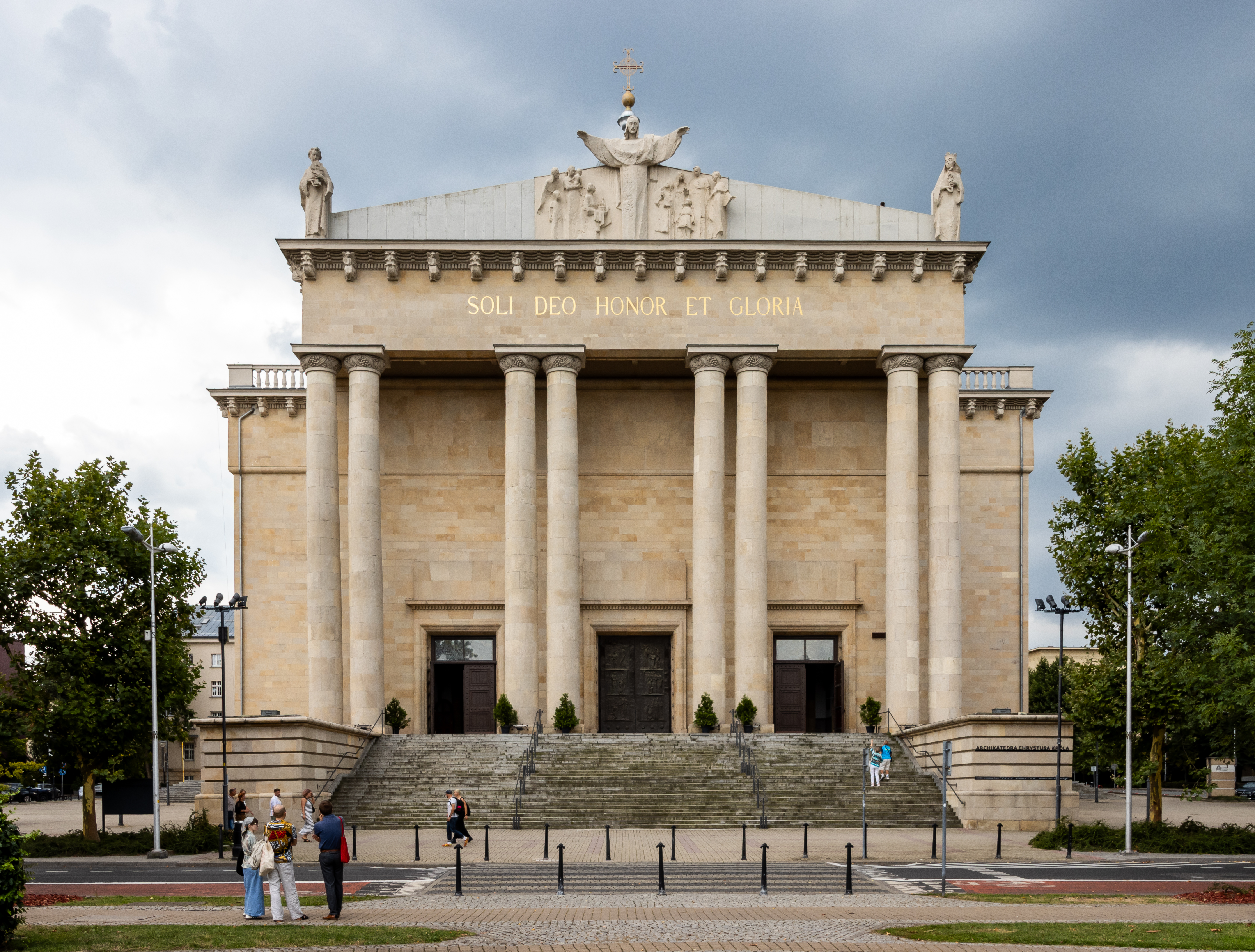
Die Christkönigskathedrale Katowice

Das Erzbistum Katowice (lat.: Archidioecesis Katovicensis, poln.: Archidiecezja katowicka) erstreckt sich über den Ostteil Oberschlesiens in Polen.

## Geschichte
Nach der Angliederung Ostoberschlesiens (die Region um Kattowitz) an Polen am 20. Juni 1922 schieden die katholischen Pfarreien dieses Gebiets und diejenigen im seit 1918 polnischen Teil des Teschener Schlesiens, das vorher zu Österreich-Ungarn gehörte, am 7. November 1922 aus dem Bistum Breslau aus. Zunächst wurde am 17. Dezember 1922 eine, dem Papst unterstellte, Apostolische Administratur eingerichtet, worauf am 28. Oktober 1925 mit der Bulle Vixdum Poloniae Unitas des Papstes Pius XI. die Gründung des Bistums Kattowitz vollzogen wurde. Gleichzeitig trat der erste Bischof August Hlond sein Amt in der, dem Erzbistum Krakau als Suffragan unterstellten, neu gegründeten Diözese an.
Am 25. März 1992 wurde das Bistum im Zuge der Reform der polnischen Bistümer in den Stand eines Erzbistums erhoben. Die Grundlage für die Reform bildete die Apostolische Konstitution Papst Johannes Pauls II., Totus tuus Poloniae populus. Seitdem bildet das neue Erzbistum Katowice eine Kirchenprovinz, der die Bistümer Gliwice und Oppeln als Suffragandiözesen zugeordnet sind. Die Kirchenprovinz Kattowitz nimmt das Gebiet des gesamten historischen Oberschlesiens auf. Das Erzbistum wird von 1,7 Mio. Einwohnern bewohnt und Erzbischof bzw. Metropolit ist Wiktor Skworc. Die Hauptkirche der Diözese ist die Christkönigskathedrale in Kattowitz.
Seit 1993 besteht eine Partnerschaft mit dem Bistum Essen.

## Ausdehnung des Erzbistums
Folgende Kreise und kreisfreie Städte gehören dem Erzbistum Katowice an:
| - Katowice - Ruda Śląska - Chorzów - Świętochłowice - Piekary Śląskie - Siemianowice Śląskie - Tychy - Powiat Będziński - Rybnik | - Powiat Wodzisławski - Powiat Bieruńsko-Lędziński - Żory - Powiat Pszczyński - Powiat Mikołowski - Rybnik - Powiat Rybnicki - Jastrzębie-Zdrój |

## Bischöfe und Erzbischöfe seit 1925
- 1925–1926: August Hlond
- 1926–1930: Arkadiusz Lisiecki
- 1930–1967: Stanisław Adamski
  - 1940–1942: Franz Strzyz (als Generalvikar)
  - 1942–1945: Franz Wosnitza (als Generalvikar)
  - 1952–1954: Filip Bednorz (als Kapitularvikar)
  - 1954–1956: Jan Piskorz (als Kapitularvikar)
- 1967–1985: Herbert Bednorz (seit 1950 als Koadjutor)
- 1985–2011: Damian Zimoń (seit 1992 Erzbischof)
- 2011–2023: Wiktor Skworc
- 2023–2024: Adrian Józef Galbas SAC (dann Erzbischof von Warschau)
- seit 2024: Sedisvakanz

## Weihbischöfe
- 1934–1937: Teofil Bromboszcz, Titularbischof von Candyba
- 1937–1978: Juliusz Bieniek, Titularbischof von Dascylium
- 1962–1992: Józef Kurpas, Titularbischof von Orisa
- 1970–1992: Czesław Domin, Titularbischof von Dagnum
- 1980–1992: Janusz Zimniak, Titularbischof von Polinianum
- 1988–2012: Gerard Bernacki, Titularbischof von Oppidum Consilinum
- 1996–2007: Piotr Libera, Titularbischof von Centuria, danach Bischof von Płock
- 1998–2005: Stefan Cichy, Titularbischof von Bonusta, danach Bischof von Liegnitz
- 2005–2013: Józef Kupny, Titularbischof von Vanariona, danach Erzbischof von Breslau

## Bistumsheilige
- Heilige Barbara 4. Dezember
- Heiliger Florian 4. Mai
- Heiliger Hyazinth 17. August
- Muttergottes von Piekar

## Kirchliche Einrichtungen

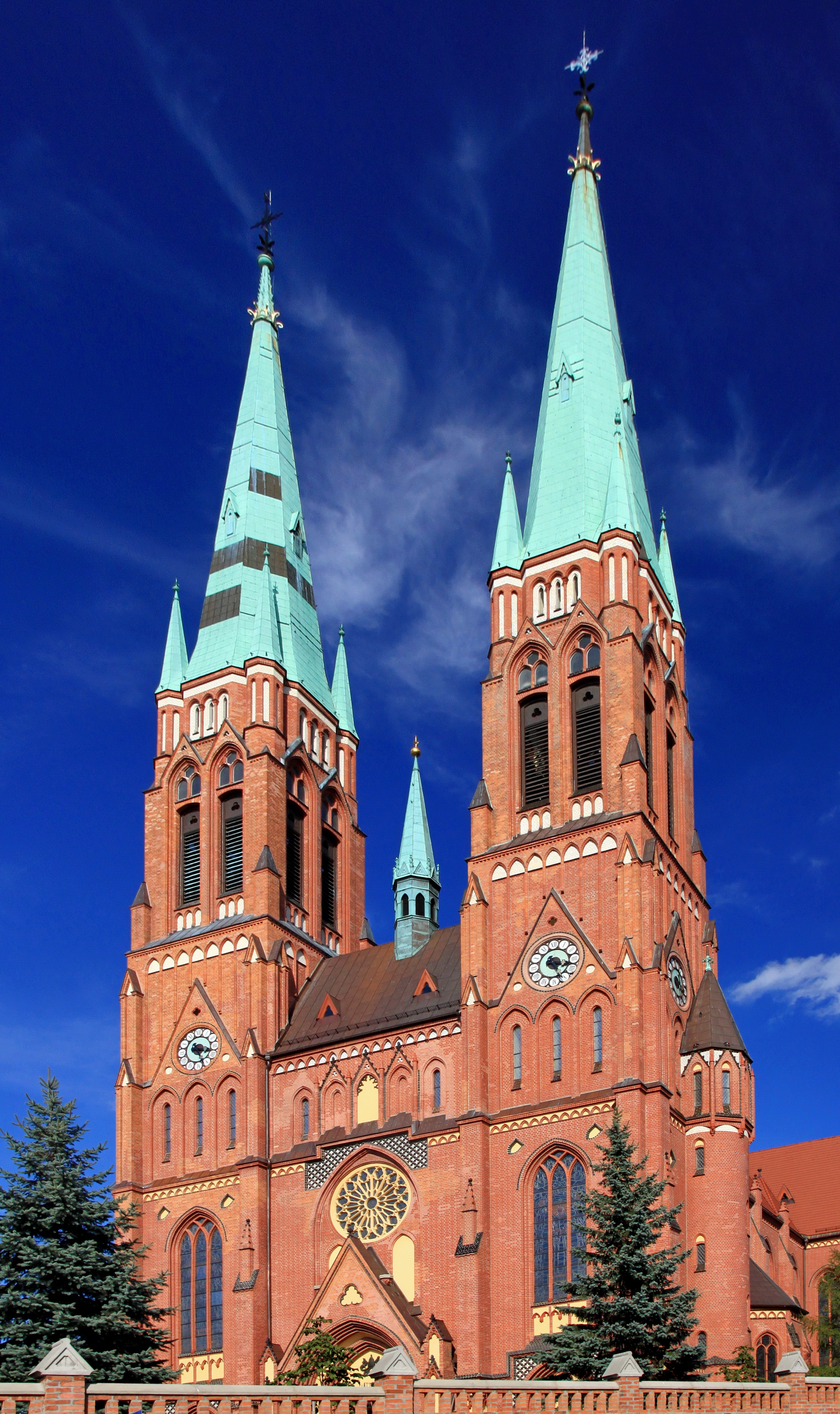
St. Antonius in Rybnik ist die größte Kirche und hat die höchsten Kirchtürme (96 m) des Bistums

### Wichtige Kirchen
Im Erzbistum Katowice haben sechs Kirchen den Rang einer Basilica minor:
- Die Wallfahrtskirche St. Marien und St. Bartholomäus in Piekary Śląskie (seit 1962)
- Die Klosterkirche St. Ludwig und Mariä Himmelfahrt in Katowice-Panewniki (seit 1974)
- Die Pfarrkirche St. Antonius von Padua in Rybnik (seit 1993)
- Die Wallfahrtskirche Mariä Geburt in Pszów (seit 1997)
- St. Adalbert in Mikołów (seit 2008)
- St. Stefan und Mutter Gottes in Katowice-Bogucice (seit 2015)

### Klöster
- Franziskanerkloster in Panewniki (1908 gegründet)
- Franziskanerkloster in Chorzów (1934 gegründet)
- Franziskanerkloster in Rybnik-Zamysłów (1983 gegründet)